# Thelypteris venusta
Thelypteris venusta är en kärrbräkenväxtart som först beskrevs av Hew., och fick sitt nu gällande namn av George Richardson Proctor. Thelypteris venusta ingår i släktet Thelypteris och familjen Thelypteridaceae. Utöver nominatformen finns också underarten T. v. usitata.